# Paralepididae
Paralepididae — родина костистих риб ряду Авлопоподібні (Aulopiformes). Відомо близько 50 видів глибоководних риб, які поширені по всьому світі.
Найдавніші викопні предки паралепідід дуже схожі на сучасних зеленоочкових (Chlorophthalmidae). Із числа нині живучих риб вони (і особливо рід Stemonosudis) найближчі до родини Anotopteridae.

## Поширення
Поширені Paralepididae надзвичайно широко й зустрічаються від Арктики до Антарктики, але найбільш звичайні у тропіках. Серед них є види із циркумтропічним і навіть всесвітнім поширенням (Paralepis atlantica), але є й такі, поширення яких обмежено певними районами. Так, наприклад, нотолепіс антарктичний (Notolepis coatsi) мешкає тільки в Антарктиці, а паралепіс середземноморський (Paralepis speciosa) — тільки у Середземному морі. Деякі види дуже звичайні над шельфом й у закритих морях, таких, як Середземне, Мексиканська затока, внутрішні індонезійські моря.
Багато видів родини звичайні біля поверхні, інші живуть глибше, але нижче 1000–1500 м вони не зустрічаються.

## Опис
Всі представники родини — справжні океанічні риби; деякі з них досягають довжини майже 90 см. Тіло цих риб сильно подовжене, у деяких майже вугреподібне, попереду стисле, у задній частині овальне або циліндричне. Голова велика, сплющена. Очі нормальної будови, круглі, розташовані з боків голови. Щелепи витягнуті, загостренні. Довжина їх може досягати половини довжини голови. Зуби, рухливі й нерухомі, на щелепах, піднебінних костях і зябрових дугах. Найдовші зуби перебувають на нижній щелепі й (рухливі) на передній частині піднебіння.
Спинний плавець маленький, розташований, так само як і черевний, приблизно на середині довжини тіла. Анальний плавець відсунутий у задню частину тіла; основа його довга, приблизно дорівнює довжині голови. Жировий плавець завжди є, розвинений добре й перебуває над задньою частиною анального.
Примітивні форми родини, наприклад рід Паралепіс (Paralepis), мають луску, у більш спеціалізованих родів (Lestidium, Lestrolepis й ін.) луска відсутня. Плавального міхура у всіх веретенникових немає.
Світні органи є тільки в представників родів Lestidium і Lestrolepis. По своїй будові вони різко відрізняються від того, що є у світних анчоусів або гоностомових. Світні органи паралепідід являють собою внутрім'язові канали, розташовані в черевній мускулатурі, уздовж середньої лінії тіла між горлом і основою черевних плавців. У Lestrolepis таких каналів два, у Lestidium — один.
Забарвлення Paralepididae буває двох типів. Всі лускаті види мають досить товстий шар сріблистого гуаніну, що покриває луску, під якою лежить шар темних пігментних клітин. При житті тіло цих риб блищить сріблом або відливає металевою міддю й дуже сильно рефлектує. У безлускових видів тіло дзеркально гладке й переливається всіма кольорами веселки. У личинок і молоді деяких видів крізь стінки тіла просвічують темно забарвленні ділянки черевної порожнини, і передня частина їхнього тулуба здається розділеною на темні сегменти числом до тридцяти.

## Спосіб життя
Paralepididae відомі головним чином по молодих, статево незрілих екземплярах; деякі роди відомі тільки по молоді. Причина цього складається, як і для деяких інших глибоководних пелагічних риб, в тім, що великі риби, які здатні до стрімких кидків, легко уникають повільних сіток і тралів, якими працюють із науково-дослідних судів. Досить сказати, що тільки один з відомих науці великих дорослих екземплярів паралепідід був пійманий сіткою, а інші знайдені мертвими або виявлені в шлунках більших хижаків.
Найдивніша риса біології паралепідід — їхній незвичайний спосіб плавання. Під час одного із занурень батискафа FNRS-3 спостерігали на глибині від 600 до 1000 м безліч цих риб, що пливли у вертикальному положенні. При цьому окремі риби могли майже миттєво перевертатися, зависаючи то вгору, то вниз головою. Є думка, що всі безлускові види плавають у вертикальному положенні, а всі покриті лускою — горизонтально. Відомо при цьому, що у лускатих, примітивних видів спина трішки горбата, а голова опущена донизу, тобто є такі особливості в будові тіла, які полегшують перехід з горизонтального положення у вертикальне, головою вниз.

## Розмноження
Тропічні паралепідіди розмножуються, очевидно, цілий рік, а риби, що мешкають в середніх і високих широтах — навесні й на початку літа. Личинки й мальки тримаються на менших глибинах, ніж дорослі особини тих же видів.

## Живлення
За характером живлення всі паралепідіди — хижаки, що поїдають дрібних риб, креветок й інших безхребетних тварин.

## Вороги
Будучи дуже численними, паралепідіди у свою чергу служать їжею більшим хижакам. Ними харчуються дельфіни, тюлень гренландський, тунці, алепізаври, тріска й інші великі риби. Один раз у шлунку сайди (Pollachius virens) було виявлено 40 досить великих екземплярів нотолепіса (Notolepis rissoi).

## Використання людиною
Серед видів цієї родини є й такі, які безпосередньо використаються людиною, — випадок для глибоководних пелагічних риб поки що надзвичайно рідкісний. Навесні біля берегів Південно-Західної Гренландії місцеві жителі збирають досить багато плаваючих на поверхні напівживих і вже загиблих паралепісів (Paralepis coregonoides) і нотолепісів (Notolepis rissoi), яких вони називають «великий піщаний вугор» («піщаним вугром» вони називають піщанку, Ammodytes). Ці риби виносяться за межі свого ареалу відгалуженнями Північно-Атлантичної течії й, потрапивши в холодні води, гинуть.

## Класифікація
Описано 65 видів у 13 родах:
- Рід Anotopterus
  - Anotopterus nikparini
  - Anotopterus pharao
  - Anotopterus vorax
- Рід Arctozenus
  - Arctozenus risso (Bonaparte, 1840).
- Рід Dolichosudis
  - Dolichosudis fuliginosa Post, 1969.
- Рід Lestidiops
  - Lestidiops affinis (Ege, 1933).
  - Lestidiops bathyopteryx (Fowler, 1944).
  - Lestidiops cadenati (Maul, 1962).
  - Lestidiops distans (Ege, 1953).
  - Lestidiops extrema (Ege, 1953).
  - Lestidiops gracilis (Ege, 1933).
  - Lestidiops indopacifica (Ege, 1953).
  - Lestidiops jayakari (Boulenger, 1889).
  - Lestidiops mirabilis (Ege, 1933).
  - Lestidiops neles (Harry, 1953).
  - Lestidiops pacificus (Parr, 1931).
  - Lestidiops ringens (Jordan & Gilbert, 1880).
  - Lestidiops similis (Ege, 1933).
  - Lestidiops sphyraenopsis Hubbs, 1916.
  - Lestidiops sphyrenoides (Risso, 1820).
- Рід Lestidium
  - Lestidium atlanticum (Krøyer, 1868).
  - Lestidium bigelowi
  - Lestidium longilucifer Ho, Graham & Russell, 2020
  - Lestidium nudum Gilbert, 1905.
  - Lestidium prolixum Harry, 1953.
  - Lestidium rofeni Ho, Graham & Russell, 2020
- Рід Lestrolepis
  - Lestrolepis intermedia (Ege, 1933).
  - Lestrolepis japonica (Tanaka, 1908).
  - Lestrolepis luetkeni (Ege, 1933).
  - Lestrolepis pofi (Harry, 1953).
- Рід Macroparalepis
  - Macroparalepis affinis Ege, 1933.
  - Macroparalepis brevis Ege, 1933.
  - Macroparalepis danae Ege, 1933.
  - Macroparalepis macrogeneion Post, 1973.
  - Macroparalepis nigra (Maul, 1965).
- Рід Magnisudis
  - Magnisudis atlantica (Krøyer, 1868).
  - Magnisudis indica (Ege, 1953).
  - Magnisudis prionosa (Rofen, 1963).
- Рід Notolepis
  - Notolepis annulata Post, 1978.
  - Notolepis coatsi Dollo, 1908.
- Рід Paralepis
  - Paralepis brevirostris (Parr, 1928).
  - Paralepis coregonoides Risso, 1820
  - Paralepis elongata (Brauer, 1906).
  - Paralepis speciosa Bellotti, 1878.
- Рід Stemonosudis
  - Stemonosudis bullisi Rofen, 1963.
  - Stemonosudis distans (Ege, 1953).
  - Stemonosudis elegans (Parr, 1928).
  - Stemonosudis elongata
  - Stemonosudis gracilis (Ege, 1933).
  - Stemonosudis intermedia (Ege, 1933).
  - Stemonosudis macrura (Ege, 1933).
  - Stemonosudis miscella (Ege, 1933).
  - Stemonosudis molesta (Marshall, 1955).
  - Stemonosudis rothschildi Richards, 1967.
  - Stemonosudis siliquiventer Post, 1970.
- Рід Sudis
  - Sudis atrox Rofen, 1963.
  - Sudis hyalina Rafinesque, 1810.
- Рід Uncisudis
  - Uncisudis advena (Rofen, 1963).
  - Uncisudis longirostra Maul, 1956.
  - Uncisudis posteropelvis Fukui & Ozawa, 2004.
  - Uncisudis quadrimaculata (Post, 1969).